# سمنية

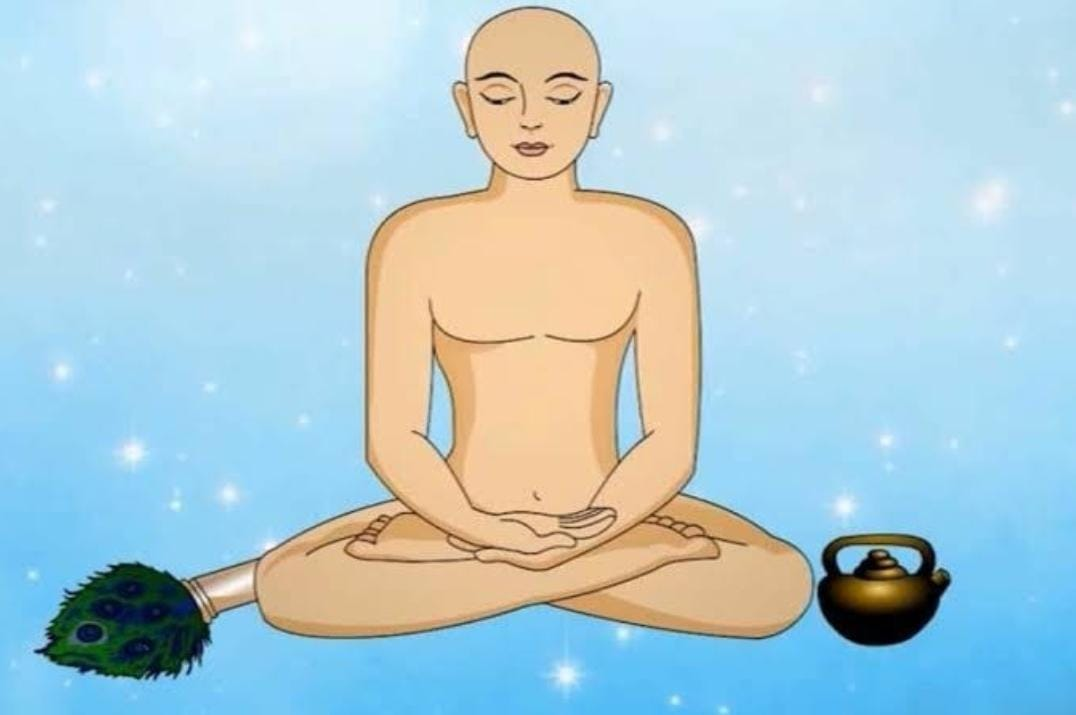
هذا راهب جايني من تقليد الديجامبار

السمنية السَمَنيّة أو الشُّمَنية لفظ مشتق من اللغة البالية سَمَنَه، والتي بدورها مشتقة من السنسكريتية श्रमण وتلفظ شرَمَنَه، والتي تعني الباحث أو المتصوف. الكلمة مشتقة من (ش ر م) بمعنى اجتهد في التنسك. هي حركات تصوفية ظهرت في الألفية الأولى قبل الميلاد في الهند وقامت على مبادئها البوذية والجاينية وبعض الفرق التصوفية الهندوسية، مبنية على عقائد مشتركة كالتناسخ والكارما ولكنها سلكت منهجاً حراً في التعبد والتنسك لا يلتزم بطقوس ولا نصوص.
ذكر أبو الريحان البيروني السمنية بلفظ الشُّمَنية في كتابه: «تحقيق ما للهند من مقولة»، قائلاً بأنهم «أصحاب البُدّ» أي البوذيون وبأن خراسان وفارس والعراق والموصل إلى حدود الشام كانت قديماً على دين هؤلاء حتى ظهور زرادشت الذي دعا إلى المجوسية، فلما انتشرت المجوسية على أيدي الملوك بعده في فارس والعراق انجلت السمنية إلى مشارق بلخ وبقي المجوس بأرض الهند  إلى أن غزى المسلمون آسيا الوسطى في القرن الأول الهجري/ الثامن الميلادي على يد قتيبة بن مسلم الباهلي، وهي الحقبة التي عاش فيها الجهم بن صفوان ولقي فيها السمنية وناظرهم. إذ ذكر أحمد بن حنبل في كتابه: «الرد على الزنادقة والجهمية»: عن الجهم بن صفوان «أن الجهم لقي أُناساً من المشركين يقال لهم» السمنية«، فعرفوا الجهم، فقالوا له: نكلمك فإن ظهرت حجتنا عليك دخلت في ديننا وإن ظهرت حجتك علينا دخلنا في دينك. فكان مما كلموا به الجهم أن قالوا له: ألست تزعم أن لك إلهاً؟ قال الجهم: نعم. فقالوا له: فهل رأيت إلهك؟ قال: لا. قالوا: فهل سمعت كلامه؟ قال: لا. قالوا: فشممت له رائحة؟ قال: لا. قالوا: فوجدت له حساً؟ قال: لا. قالوا: فوجدت له مجساً؟ قال: لا. قالوا: فما يدريك أنه إله؟ قال: فتحير الجهم فلم يدرِ من يعبد أربعين يوماً، ثم انتهى إلى أن الله لا يُرى له وجه، ولا يُسمع له صوت، ولا تُشم له رائحة، وهو غائب عن الأبصار، ولا يكون في مكان دون مكان» 
يقول ابن النديم في (الفهرست): «قرأت بخط رجل من أهل خراسان قد ألف أخبار خراسان في القديم وما آلت إليه في الحديث، وكان هذا الجزء يشبه الدستور، قال: نبي السمنية بوداسف. وعلى هذا المذهب كان أكثر أهل ما وراء النهر قبل الإسلام وفي القديم». وبوداسف ليس عَلَماً على رجل بعينه، وإنما هو تعريب لـ بوديساتوا (Bodhisattva)، أي الكائن المستنير عند البوذيين، ويلقبون به من حصَّل درجة عليا من الرقي الروحي لكنه آثر ألا يبلغ منزلة النروانه أو الفناء ليظل ملازماً للناس حتى يحررهم من المعاناة.
كذلك يشير اليهم كتاب المسالك والممالك على أن السمنية فرقتان: فرقة تزعم أن البُدَّ كان نبياً مرسلاً، وفرقة تزعم أن البُدّ هو البارئ.
وكلمة الـ (بُدّ) إنما هي تعريب للقب الـ«بوذا» الذي تنسب إليه البوذية.

## تاريخ
وُجدت العديد من الحركات السمنية في الهند قبل القرن السادس قبل الحقبة العامة (ما قبل بوذا، وما قبل ماهافيرا)، وأثرت على تقاليد الأستيكا والناستيكا على حد سواء في الفلسفة الهندية. يقول مارتن ويلتشير أن تقليد السمنية تطور في الهند عبر مرحلتين، مرحلة باتشيكابودا ومرحلة سافاكا، واختصت المرحلة الأولى بتقليد الزهد الفردي، بينما اختصت المرحلة الثانية بالتابعين، وبظهور البوذية والجاينية منهم في النهاية باعتبارهما مظاهر طائفيةً. وقال ويلتشير ليشرح مذاهبهم الخاصة، أن هذه التقاليد اعتمدت على المفاهيم البراهمانية الموجودة بالفعل وقتها. وافق المعلم البوذي ريجينالد راي على أن الحركات السمنية كانت موجودة بالفعل وتأسست تقاليدها قبل القرن السادس قبل الحقبة العامة في الهند، ولكنه يتعارض مع ويلتشير في اعتباره لهذه الحركات بأنها كانت غير طائفية قبل وصول بوذا.

وطبقًا لنصوص الأغاما الجاينية المقدسة ولشريعة بالي البوذية، كان هناك بعض القادة الآخرين للفلسفة السمنية في عصر بوذا. ويذكر سبهادا، وهو أحد السمنيين، في سوترا ماهابارينيبانا (DN 16):
«أولئك الزاهدون، والسمنيون، والبراهمة ممن لهم جماعات دينية وتابعون، وهم معلمون معروفون ومشهورون بتأسيسهم للمدارس، ويعتبرهم الشعب قديسين، مثل بورانا كاسابا، ومكخالي غوشالا، وأجيتا كيساكامبلي، وباكوذا كاكايانا، وسانجايا بيلاتيبوتا، ونيغانتا ناتابوتا (ماهافيرا)».

### البوذية
كان ترك بوذا لقصر والده ليعيش حياة التقشف جانبًا من السمنية. اعتبر غواتما بوذا، بعدما صام حتى الموت تقريبًا بسبب الجوع الشديد، أن التقشف الصارم وكبح شهوات الذات أساليب بلا فائدة وغير ضرورية في الوصول إلى التنوير، ووصى بدلًا من ذلك بـ«الطريقة الوسطى» بين مذهبي إمتاع الذات وكبح شهواتها. سبب ديفاداتا، وهو أحد أبناء العمومة لغواتما، انقسامًا بين جماعة رهبان السانغا البوذية بسبب رغبته في بعض الممارسات الأكثر صرامةً.
اختارت الحركة البوذية نمطًا حياتيًا زاهدًا بصورة معتدلة. وكان هذا متعارضًا مع الجاينيين، الذين استمروا في تقليد التقشف الصارم، مثل الصيام والتخلي عن كافة الأملاك مثل الملابس وبالتالي كانوا عرايا، مؤكدين على أن إخلاصهم التام للروحانية تتضمن التخلي عن الممتلكات المادية وعن جميع أسباب الكارما الشريرة. يقول عالم الاجتماع راندال كولينز أن تعاليم الزهد المعتدل راق لشريحة أكبر من الناس وزاد من قاعدة الناس الراغبين في اعتناق البوذية. طورت البوذية أيضًا قانونًا للتعامل بين الأشخاص العاديين المهتمين بالأمور الدنيوية، والمجتمعات الرهبانية البوذية غير المهتمة بهذه الأمور، وشجع القانون على استمرار العلاقة بين الفريقين. فعلى سبيل المثال، يقول كولينز أنه هناك قاعدتان بالفينايا، القانون الرهباني البوذي، تمنع إحداها انضمام الشخص إلى المجتمع الرهباني دون موافقة والديه، وتنص الأخرى بوجوب بقاء أحد الأبناء على الأقل في كل أسرة للاعتناء بها. ضمت البوذية أيضًا التعامل المستمر، مثل الحث على منح معتنقي البوذية العاديين الصدقات للزاهدين المعتكفين، من خلال منح مميزات لمعتنقي البوذية العاديين مثل الولادة الجديدة الطيبة والكارما الطيبة. لعب هذا القانون دورًا تاريخيًا في نمو البوذية، وقدم وسائل للصدقات الفعالة (الطعام والملابس) والدعم الاجتماعي لهذه الديانة.
يقول راندال كولينز أن البوذية كانت حركةً إصلاحيةً بين الطبقات المتدينة المتعلمة، المكونة غالبًا من البراهمة، أكثر من كونها حركةً منافسةً من خارج هذه الطبقات. وكان أغلب الرهبان براهمةً سابقين في البوذية الأولى، وانضم جميعهم فعليًا من أعلى طبقتين من الجمتمع، وهما البراهمة والكشاتريا.

### الآجيفيكا
تأسست الآجيفيكا في القرن الخامس قبل الحقبة العامة بواسطة مكخالي غوشالا، باعتبارها حركةً سمنيةً ومنافسًا رئيسيًا للبوذية الأولى والجاينية. نُظمت الآجيفيكا على هيئة زاهدين معتكفين، والذين شكلوا مجتمعات منفصلةً.
وصل الآجيفيكيون إلى قمة انتشارهم في أواخر الألفية الأولى قبل الحقبة العامة، ثم بدأ انتشارهم في التناقص، ثم استمروا في جنوب الهند حتى القرن الرابع عشر بالحقبة العامة، وذلك طبقًا للأدلة المأخوذة من النقوش الموجودة في الهند الجنوبية. تذكر النصوص القديمة للبوذية والجاينية مدينةً في الألفية الأولى قبل الحقبة العامة باسم سافاتي (بالسنسكريتية: Śravasti) باعتبارها عاصمةً للأجيفيكيين؛ وكانت موجودةً في ما هو معروف الآن بولاية أُتَر برديش بشمال الهند. تقترح النقوش وجود حضورًا قويًا للآجيفيكيين، في جزء لاحق من الحقبة العامة، بولاية كارناتاكا بجنوب الهند وبمقاطعة كولار بولاية تاميل نادو.
كانت الكتب المقدسة لمدرسة الفلسفة للآجيفيكا موجودةً ذات مرة، ولكنها فُقدت على الأغلب وغير موجودة حاليًا. ويمكن أن نصل إلى نظرياتهم عبر ذكر الآجيفيكيين في المصادر الثانوية للأدب الهندي القديم. وهناك خلاف بين العلماء عن ما إذا كانت الفلسفة الآجيفيكية مُلخصةً بشكل تام وكامل في هذه المصادر الثانوية المكتوبة بواسطة فقهاء البوذية الجاينية، والذين كانوا منافسين ومعاديين لفلسفات الآجيفيكيين.

### الصراع بين حركات السمنية
كان الإمبراطور الماوري بيندوسارا نصيرًا للآجيفيكيين، وذلك طبقًا للنص أشوكافدان للقرن الثاني بالحقبة العامة، ووصلت الآجيفيكا إلى قمة شعبيتها خلال هذه الفترة. يذكر هذا النص أيضًا أن أشوكا ابن بيندوسارا غير دينه إلى الديانة البوذية، وأصبح غاضبًا من الصورة التي كانت تصف بوذا بشكل سيء، وأصدر أمرًا بقتل جميع الآجيفيكيين في مملكة بوندرافاردنا. وأُعدم نحو 18000 تابع لطائفة الآجيفيكا نتيجةً لهذا الأمر.
تذكر النصوص الجاينية الانفصال والصراع بين ماهافيرا وغوشالا، والاتهامات بتعليقات الازدراء، وإحدى الوقائع التي تطور فيها الوضع بين جماعات الرهبان الجاينية والآجيفيكية إلى «القتال». ومع ذلك، يقول المؤرخ وعالم الهنديات أرثر باشام أن هذه الروايات مشكوك في صحتها، باعتبار أن هذه النصوص التي تزعم بوقوع تلك النزاعات وتشوه صورة الآجيفيكيين وغوشالا كُتبت بعد مرور قرون من وقوع هذه الأحداث بواسطة خصومهم من السمنيين، وأيضًا باعتبار أن الإصدارات الخاصة بالنصوص البوذية والجاينية مختلفة.